# 陸水学
陸水学（りくすいがく、Limnology）とは、科学的な手法によってあらゆる内陸水（ないりくすい、英: inland waters）を調査・研究する学問である。生態系としての陸水の構造と機能の解明を主目的とする総合科学であり、湖、沼、池、ダム湖、渓流、河川、温泉、湿地、河口域、地下水ならびに雪氷等を対象としている（海洋学は海洋を対象としている）。

## 概説
当初は、主に湖、沼、池、河川等の内陸の比較的身近な水塊が研究対象とされてきた。しかし、測定手法の開発にともない、内陸部に存在するあらゆる水塊を対象とするようになった。近年では、他惑星の水塊も対象としている。陸水とは、海洋に対する語であり、内陸部に含まれる淡水と塩水、つまり内陸水（ないりくすい、英: inland waters）のことを示し、また、止水と流水を含める。

## 歴史
Limnology(陸水学)という言葉の語源は、ギリシャ語のλίμνη(limne), "lake"（湖）とλόγος(logos), "knowledge"（学術・学科）に由来しており、レマン湖(Lake Geneva)の調査により当分野を開拓したフランソワ＝アルフォンス・フォーレル(François-Alphonse Forel)(1841-1912)によって用いられた。フォーレルの陸水学の定義は、“湖の海洋学”であり、これは全ての内陸水研究を含み、拡張された。
陸水学の原語Limnologyは元来、湖沼学を意味してきたが、1921年アウグスト・ティーネマン(August_Thienemann)（ドイツの動物学者）とアイナル・ナウマン(Einar_Naumann)（スウェーデンの植物学者）は一層広い意義に解釈し、現在では、湖沼だけでなく陸水全般に関する科学として定義づけられている。その後、1922年にティーネマンとナウマンが国際理論応用陸水学会(SIL-International Society of Limnology)を共同設立した。
日本国内において、陸水学という国語は、1931年6月2日の日本陸水学会創立発起人会で、新たに選定された。発案者は発起人のひとり川村多実二である。内陸水あるいは内陸水域を簡略に陸水としたのであって、英語のinland watersに相当する。
陸水学は淡水科学に等しく扱われることもあるが、陸水学は内水塩湖の研究も含んでいるため、これは誤りである。陸水学の目標は、本来、陸水の基本原理を解明する基礎陸水学にあり、その発展のなかから物質循環や生態系など、後の環境科学の基礎となる重要な諸概念が生み出され、人間と深く関わりのある応用陸水学もその重要性を増してきた。
著名なアメリカの初期の陸水学者にはジョージ・イヴリン・ハッチンソン、エドワード・スミス・ディーベイ・ジュニア、エドワード・アサエル・バージ、チャンシー・ジュデイ、そしてアーサー・D・ハスラーらがいる。
日本では1899年に山中湖の測深をおこなった田中阿歌麿などの研究がその始まりとされている。